# Котов, Николай Иванович
Никола́й Ива́нович Ко́тов (12 марта 1918, Воскресенское, Ярославская губерния — 9 апреля 1985, Шуя, Ивановская область) — младший лейтенант Советской Армии, участник Великой Отечественной войны, Герой Советского Союза (1944).

## Биография
Николай Котов родился 12 марта 1918 года в селе Воскресенское (ныне — Некоузский район Ярославской области). Окончил начальную школу. С 1930 года вместе с отцом проживал в посёлке Молочное Вологодской области, работал маляром.
В 1939 году Котов был призван на службу в Рабоче-крестьянскую Красную Армию. Окончил курсы младших командиров. С начала Великой Отечественной войны — на её фронтах. Во время обороны Одессы попал в плен, но через несколько дней сумел бежать и вернуться к своим. К октябрю 1943 года старший сержант Николай Котов командовал сапёрным отделением 85-го отдельного моторизованного понтонно-мостового батальона 61-й армии Центрального фронта. Отличился во время битвы за Днепр.
5 октября 1943 года под массированным вражеским огнём Котов переправлял на понтоне через Днепр в районе хутора Змеи Репкинского района Черниговской области Украинской ССР советские стрелковые части со всем снаряжением. Только за одну ночь он совершил 15 рейсов, перевезя около 550 бойцов и командиров, а также их вооружение. Обратными рейсами Котов эвакуировал с плацдарма раненых. Во время операции он несколько раз переправлял через Днепр командующего фронтом генерала Константина Рокоссовского.
Указом Президиума Верховного Совета СССР «О присвоении звания Героя Советского Союза генералам, офицерскому, сержантскому и рядовому составу Красной Армии» от 15 января 1944 года за «образцовое выполнение боевых заданий командования на фронте борьбы с немецкими захватчиками и проявленными при этом отвагу и геройство» старший сержант Николай Котов был удостоен высокого звания Героя Советского Союза с вручением ордена Ленина и медали «Золотая Звезда» за номером 3032. Награды ему вручал лично Рокоссовский.
Конец войны Котов встретил на Эльбе. Его подразделение навело мост, на котором встретились советские и американские войска. После окончания войны некоторое время служил в Германии. Когда проходила Потсдамская конференция, Котов служил в её охранении. В июне 1946 года в звании младшего лейтенанта он был уволен в запас. В 1949 году поселился в городе Шуя Ивановской области, работал маляром в местной строительной организации. Скончался 9 апреля 1985 года, похоронен на Троицком кладбище Шуи.
Был также награждён орденами Александра Невского, Отечественной войны 1-й и 2-й степеней, Красной Звезды, рядом медалей.

## Комментарии
1. ↑  Как упомянутое в качестве центра сельсовета (в отличие от Воскресенского в Октябрьском сельском поселении), что соответствует источнику[1].